# 達巴胡火山
12°36′N 40°29′E / 12.6°N 40.48°E

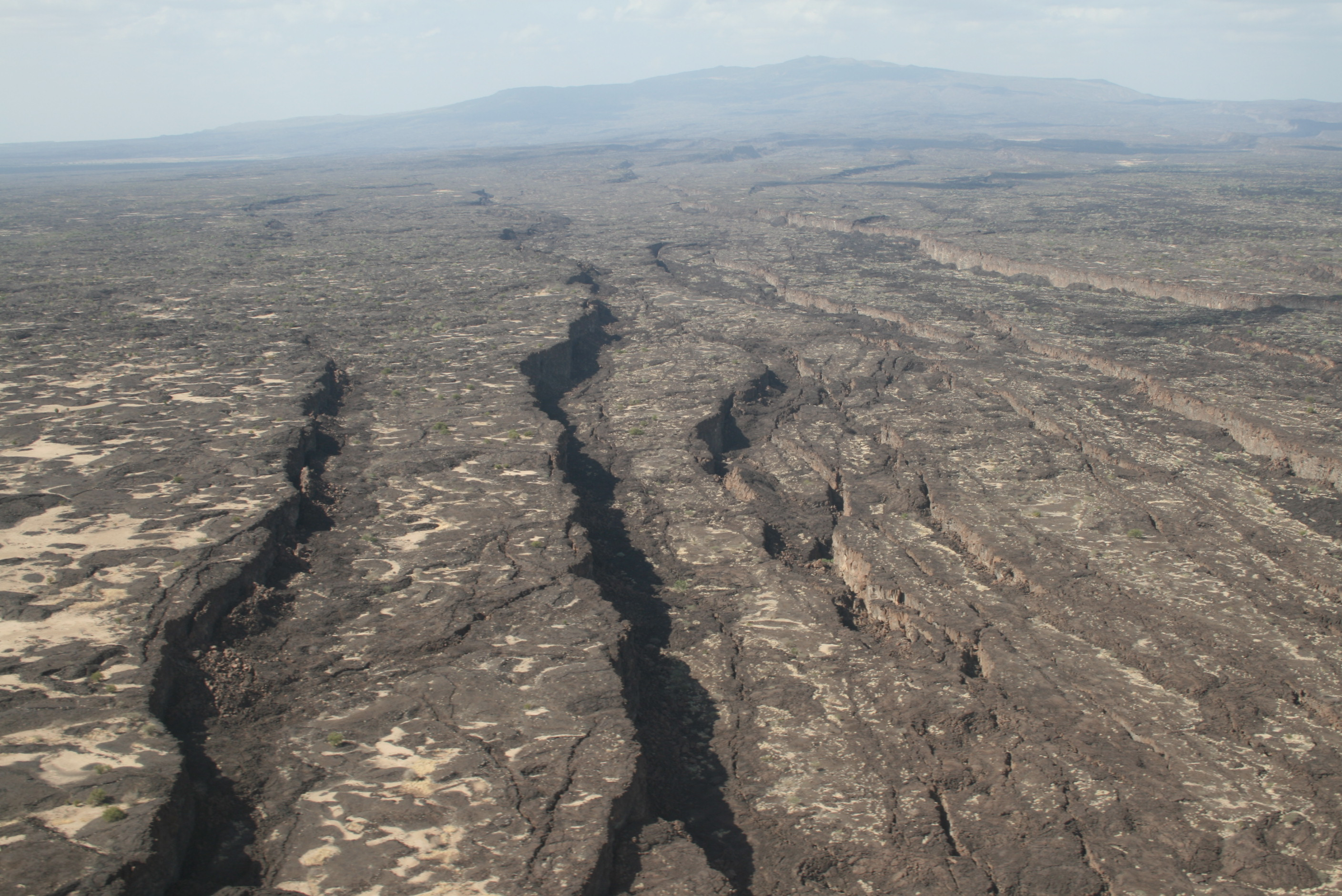

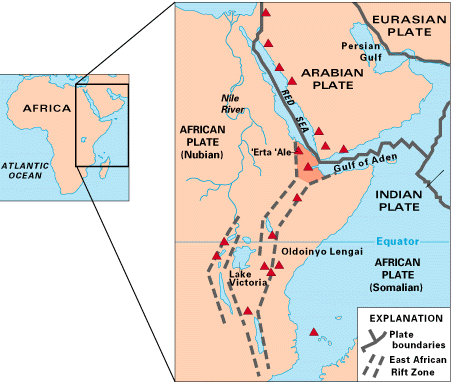

達巴胡火山是埃塞俄比亞的火山，位於該國東北部阿法爾州，屬於複式火山，海拔高度1442米，最近一次火山爆發在2005年9月26日發生。